# 纤枝冬青
纤枝冬青（学名：Ilex gracilis）为冬青科冬青属的植物，为中国的特有植物。分布在中国大陆的云南等地，目前已由人工引种栽培。
其种加词来源于拉丁文“gracilis”，意为“纤细的”。